# Devon Werkheiser
 (juin 2024).
Devon Joseph Werkheiser est un acteur américain. Plus connu pour le rôle de Ned Bigby dans la série télévisée Ned ou Comment survivre aux études, il est né le 8 mars 1991 à Atlanta.

## Carrière musicale
Devon Werkheiser a initialement signé avec Universal Records pour son premier album, mais son statut étiquette sur MySpace a depuis changé, indiquant peut-être qu'il n'est plus avec Universal[pas clair]. Son album, qui a été décrit comme étant une combinaison de rock et de pop, mettra en vedette son chant et sa manière de jouer de la guitare. Devon Werkheiser a demandé qu'il soit en mesure de coécrire les paroles et la musique de toutes ses chansons, et il a travaillé avec des artistes tels que Tim Myers, Wally Gagel, Eddie Galan et Midnight Charlie pour aider à écrire ses chansons. Il a effectué des spectacles avec des chanteuses : Kristen Marie Hollyin et chrétienne de Britney et a planifié des concerts en direct après la sortie de l'album.
Son premier single, If eyes Could Speak, est sorti le 1er avril 2010, sur iTunes. Le clip officiel a été publié sur YouTube le 15 juin 2010. Il a chanté pour/avec Molly McCook. Son deuxième single, Sparks Will Fly, a été mis le 29 juillet 2010, sur iTunes.

## Filmographie
- 2002 : Nous étions soldats (We Were Soldiers) : Steve Moore
- 2003 : Recipe for a disaster : Max Korda
- 2004 - 2007 : Ned ou Comment survivre aux études  : Ned Bigby
- 2006 : Casper, l'école de la peur  : Voix de Casper
- 2007 : Shredderman Rules : Nolan Byrd et Shredderman
- 2007 : Christmas in paradise : Chris Marino (rôle principal)
- 2009 : The First Time : Victor (rôle principal)
- 2009 : Love At First Hiccup (suite de "The First Time") : Victor
- 2010 : The Quinn-Tuplets
- 2010 : The Prankster
- 2010 : Marmaduke
- 2011 : Nuits noires (Beneath The Darkness) : Danny
- 2012 : The Wicked : Max
- 2012 : Leashed : Nick Berhle
- 2012 : Esprits criminels (épisode : Sortie scolaire) : Billy Walton
- 2013 : Le Spa de tous les dangers (Zephyr Springs) (TV) : Brett
- 2015 : Bad Sister : jason Brady
- 2016 : Sundown : Logan Hoagland
- 2019 : Night Shift: Patrouille de nuit (Crown Vic) de Joel Souza : Floyd Stiles